# Жеравац
Жеравац је насељено мјесто у општини Дервента, Република Српска, БиХ. Према попису становништва из 1991. у насељу је живјело 797 становника.

## Становништво
| Демографија | Демографија | Демографија |
| Година      | Становника  | Становника  |
| ----------- | ----------- | ----------- |
| 1971.       | 936         |             |
| 1981.       | 906         |             |
| 1991.       | 797         |             |
| 2013.       | 155         |             |